# Очоа, Марисела
Марисе́ла Очоа́ (англ. Maricela Ochoa; 9 апреля 1963, Галвестон, Техас, США — 10 октября 2011, Остин, Техас, США) — американская актриса и художница.

## Биография
Марисела Очоа родилась 9 апреля 1963 года в Галвестоне (штат Техас, США) в семье Энрике и Алиши Очоа. У Марсилы было два брата и три сестры: Рейнальдо, Альфонсо, Хуанита, Элизабет и ЧаЧа. Очоа окончила Ball High School и Нью-Йоркский университет.
С 1993 по 2007 год Марисела снималась в кино, всего сыграла 12 ролей в фильмах и сериалах. Также была художницей. 
Марисела умерла в 48-летнем возрасте 10 октября 2011 года в Остине (штат Техас, США) после продолжительной борьбы с раком молочной железы. Вдовцом женщины остался Марк Хендерсон.

## Фильмография
- Архивная копия от 20 июля 2014 на Wayback Machine Полная фильмография Мариселы Очоа на imdb